# Bartolomeo Dionigi
Bartolomeo Dionigi (Fano, 1544 – Fano, 26 marzo 1613) è stato un traduttore e religioso italiano.

## Biografia
Frate agostiniano del Santuario della Beata Vergine di Monteortone, tra il 1562 e il 1565 fu vicerettore del priore di S. Cristoforo della Pace, presso la pieve di Meolo, in provincia di Venezia.
Si dilettò in traduzioni, curatele e volgarizzazioni. Nel 1572 pubblicò a Venezia la sua prima traduzione, su un trattato di Dionigi di Rijkel.
Nel 1576 alloggiò nel palazzo della famiglia Cappello a Meolo per sfuggire alla pestilenza che aveva colpito Venezia e iniziò per i Cappello un'attività di traduzione in volgare dei testi biblici.
Nel 1582 lavorò alla volgarizzazione del Calendario Gregoriano perpetuo e successivamente al Compendio historico del Vecchio e del Nuovo Testamento, che – pubblicato nel 1586  – ebbe un cospicuo successo e fu ristampato per circa un secolo.

## Opere
- Il Calendario Gregoriano perpetuo, Venezia, eredi Melchiorre Sessa, 1582.
- Compendio historico del Vecchio e del Nuovo Testamento, Venezia, Valerio Bonelli, 1586.